# 伍德勞恩 (阿肯色州洛諾克縣)
伍德勞恩（英語：Woodlawn）是位於美國阿肯色州洛諾克縣的一個非建制地區。該地的面積和人口皆未知。

## 地理
伍德勞恩的座標為34°55′20″N 91°52′27″W / 34.92222°N 91.87417°W，而該地的平均海拔高度為76米（即249英尺）。